# Grumbkow

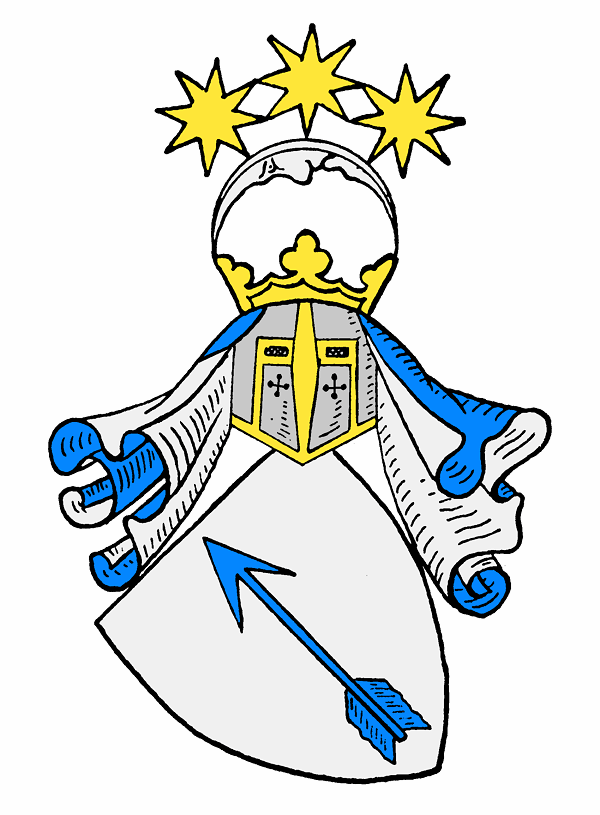
Wappen derer von Grumbkow

Grumbkow ist der Name eines alten pommerschen Adelsgeschlechts mit gleichnamigem Stammhaus im Landkreis Stolp.

## Geschichte
Das Geschlecht wird bereits vor 1400 im Besitz von Runow bei Stolp erwähnt und erscheint erstmals urkundlich 1426. Die Stammreihe beginnt mit Klaus von Grumbkow (1402–1456), der als Gutsbesitzer auf Grumbkow genannt wird. Das Geschlecht wird 1683 den Schlossgesessenen Pommerns zugezählt.
Die königlich sächsische Adelsanerkennung erfolgt am 27. Dezember 1915 für Heinrich von Grumbkow, Landwirt und Versicherungsdirektor in Dresden.

## Wappen

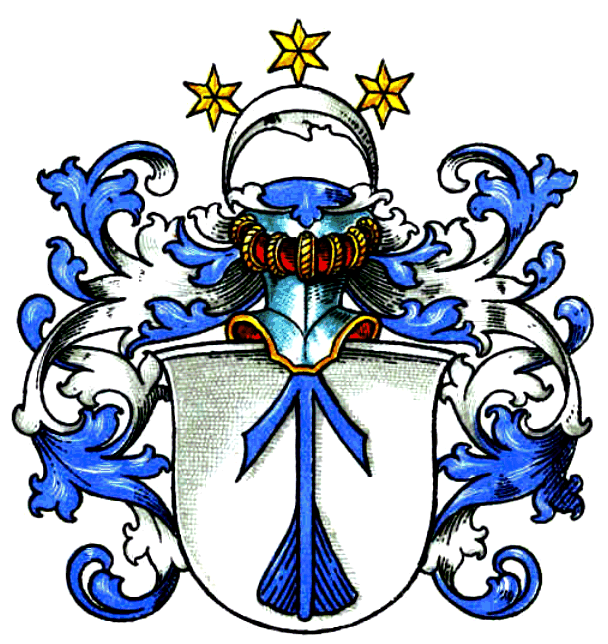
Grumbkow im schlesischen Wappenbuch

Das Wappen zeigt in Silber einen aufgerichteten blauen Pfeil. Auf dem Helm mit blau-silbernen Decken ein mit drei goldenen Sternen bestückter gestürzter silberner Halbmond.

## Bekannte Familienmitglieder
- Joachim Ernst von Grumbkow (1637–1690), brandenburgischer General
- Friedrich Wilhelm von Grumbkow (1678–1739), preußischer Generalfeldmarschall und Staatsmann
- Friedrich Ludwig von Grumbkow (1683–1745), polnisch-sächsischer Generalleutnant und Kommandant der Festung Sonnenstein
- Philipp Otto von Grumbkow (1684–1752), preußischer Staatsmann in Pommern
- Philipp Wilhelm von Grumbkow (1711–1778), preußischer Generalmajor
- Viktor von Grumbkow (1849–1901), auch „Grumbkow-Pascha“, preußischer Generalmajor
- Benno von Grumbkow (1854–1914), preußischer Generalleutnant
- Ina von Grumbkow (1872–1942), deutsche Abenteurerin und Autorin
- Waldemar von Grumbkow (1888–1959), deutscher Jurist und Schriftsteller
- Joachim († 1990) und Christian von Grumbkow (* 1946), Musiker und Gründer der Gruppe Hoelderlin
- Heike Brückner von Grumbkow (* 1963), deutsche Drehbuchautorin
- Clemens von Grumbkow (* 1983), deutscher Rugby-Union-Nationalspieler